# Noah Reid
Noah Reid (* 29. Mai 1987 in Toronto, Ontario; auch bekannt als Noah Reed) ist ein kanadischer Schauspieler und Sänger.

## Leben
Reid wurde in Toronto geboren und besuchte dort die Etobicoke School of the Arts, auf der er seinen High-School-Abschluss absolvierte. Er ist ein Musical-Darsteller, der schon mehrere Auszeichnungen bei Musikfestivals erhielt. Privat ist er sehr gut mit Michael Seater befreundet.

## Karriere
Seine Karriere begann er mit der Synchronrolle des Tommy Settergren in der Zeichentrickserie Pippi Langstrumpf und der des Franklin in der gleichnamigen Serie. Von 2000 bis 2001 war er in der Disney-Channel-Serie Heartbeat zu sehen. Danach war er in mehreren Serie zu sehen, bevor er eine Hauptrolle in der Serie Strange Days at Blake Holsey High bekam. Dort lernte er auch Michael Seater kennen.
Im Jahr 2009 war er in einer Folge von Degrassi: The Next Generation dabei. 2012 war er als Harry Widener in der ITV 1-Miniserie Titanic zu sehen.

## Filmografie (Auswahl)
- 1996: In Love and War
- 1997: Nikita (La Femme Nikita, Fernsehserie)
- 1997–1998: Pippi Langstrumpf (Pippi Longstocking, Fernsehserie)
- 1997–2004: Franklin – Eine Schildkröte erobert die Welt (Franklin, Fernsehserie)
- 2000–2001: Heartbeat (Fernsehserie)
- 2000: Franklin und der grüne Ritter (Franklin and the Green Knight: The Movie)
- 2002–2006: Strange Days at Blake Holsey High (Fernsehserie)
- 2001: Franklins zauberhafte Weihnachten (Franklin’s Magic Christmas)
- 2009: Degrassi: The Next Generation (Fernsehserie)
- 2012: Titanic (Fernsehserie)
- 2017–2020: Schitt’s Creek (Fernsehserie)
- 2019: Buffaloed
- 2019: Clifton Hill
- 2022–2024: Outer Range (Fernsehserie)

## Diskografie
Album
- Gemini (2020)